# Agelastes niger
La faraona nera (Agelastes niger (Cassin, 1857)) è un uccello appartenente alla famiglia Numididae, diffuso in Africa centrale.

## Distribuzione e habitat
Vive nelle foreste umide di Angola, Camerun, Gabon, Guinea, Guinea Equatoriale, Nigeria, Repubblica Centrafricana, Repubblica del Congo e Repubblica Democratica del Congo.